# Agama weidholzi
Agama weidholzi är en ödleart som beskrevs av Wettstein 1932. Agama weidholzi ingår i släktet Agama och familjen agamer. Inga underarter finns listade i Catalogue of Life.
Arten förekommer i Afrika i Senegal, Gambia, västra Mali och Guinea-Bissau. Honor lägger ägg. Denna ödla lever i savanner där den årliga nederbörden ligger vid 500 mm. Utanför parningstiden lever varje individ ensam och den rör sig på marken.
Kanske kommer ett varmare klimat påverka beståndet i framtiden. Hela populationen bedöms som stor. IUCN listar arten som livskraftig (LC).